# Etapa de Bacu da Fórmula 2 em 2019
A corrida de Bacu da Fórmula 2 em 2019 foi a segunda  etapa do Campeonato de Fórmula 2 de 2019, categoria de monopostos regulamentada pela Federação Internacional de Automobilismo (FIA). A corrida principal, com duração de 26 voltas, foi realizada em 27 de abril e a corrida de sprint, com duração de 19 voltas, em 28 de abril de 2018, ambas no Circuito Urbano de Bacu, localizado na cidade de Bacu, captial do Azerbaijão. As duas corridas serviram de apoio ao Grande Prêmio do Azerbaijão de Fórmula 1, realizado no mesmo local.
Nobuharu Matsushita da Carlin faturou a Pole Position para a corrida principal, batendo o holandês Nyck de Vries da ART Grand Prix por quatro décimos. A corrida principal teve o britânico Jack Aitken da Campos Racing como vencedor, com Nyck de Vries da ART Grand Prix e Jordan King da MP Motorsport completando o pódio. A corrida sprint teve como vencedor o canadense Nicholas Latifi da DAMS, com Juan Manuel Correa da Sauber Junior Team e Jack Aitken da Campos Racing completando o pódio.

## Classificação

### Qualificação
| Pos.   | No. | Piloto               | Equipe                        | Tempo    | Dif.   | Grid |
| ------ | --- | -------------------- | ----------------------------- | -------- | ------ | ---- |
| 1      | 2   | Nobuharu Matsushita  | Carlin                        | 1:54.555 | —      | 1    |
| 2      | 4   | Nyck de Vries        | ART Grand Prix                | 1:54.999 | +0.444 | 2    |
| 3      | 8   | Luca Ghiotto         | UNI-Virtuosi                  | 1:55.037 | +0.482 | 3    |
| 4      | 5   | Sérgio Sette Câmara  | DAMS                          | 1:55.677 | +1.122 | 4    |
| 5      | 16  | Jordan King          | MP Motorsport                 | 1:55.704 | +1.149 | 5    |
| 6      | 9   | Mick Schumacher      | Prema Racing                  | 1:55.797 | +1.242 | 6    |
| 7      | 6   | Nicholas Latifi      | DAMS                          | 1:55.835 | +1.280 | 7    |
| 8      | 15  | Jack Aitken          | Campos Racing                 | 1:55.949 | +1.394 | 8    |
| 9      | 19  | Anthoine Hubert      | BWT Arden                     | 1:56.138 | +1.583 | 9    |
| 10     | 21  | Ralph Boschung       | Trident                       | 1:56.153 | +1.598 | 10   |
| 11     | 11  | Callum Ilott         | Sauber Junior Team by Charouz | 1:56.215 | +1.660 | 11   |
| 12     | 1   | Louis Delétraz       | Carlin                        | 1:56.326 | +1.771 | 12   |
| 13     | 7   | Guanyu Zhou          | UNI-Virtuosi                  | 1:56.454 | +1.899 | 13   |
| 14     | 20  | Giuliano Alesi       | Trident                       | 1:56.555 | +2.000 | 14   |
| 15     | 3   | Nikita Mazepin       | ART Grand Prix                | 1:56.568 | +2.013 | 15   |
| 16     | 14  | Dorian Boccolacci    | Campos Racing                 | 1:56.653 | +2.098 | 16   |
| 17     | 12  | Juan Manuel Correa   | Sauber Junior Team by Charouz | 1:56.936 | +2.381 | 17   |
| 18     | 18  | Tatiana Calderón     | BWT Arden                     | 1:58.164 | +3.609 | 18   |
| 19     | 17  | Mahaveer Raghunathan | MP Motorsport                 | 2:00.747 | +6.192 | 19   |
| 20     | 10  | Sean Gelael          | Prema Racing                  | S/Tempo  | —      | 20   |
| Fonte: |     |                      |                               |          |        |      |

### Corrida principal
| Pos.                                                                    | No. | Piloto               | Equipe             | Voltas | Tempo/Abandono   | Grid | Pontos |
| ----------------------------------------------------------------------- | --- | -------------------- | ------------------ | ------ | ---------------- | ---- | ------ |
| 1                                                                       | 15  | Jack Aitken          | Campos Racing      | 26     | 1:02:27.628      | 8    | 25+2   |
| 2                                                                       | 4   | Nyck de Vries        | ART Grand Prix     | 26     | +2.221           | 2    | 18     |
| 3                                                                       | 16  | Jordan King          | MP Motorsport      | 26     | +4.134           | 5    | 15     |
| 4                                                                       | 6   | Nicholas Latifi      | DAMS               | 26     | +4.604           | 7    | 12     |
| 5                                                                       | 14  | Dorian Boccolacci    | Campos Racing      | 26     | +9.499           | 16   | 10     |
| 6                                                                       | 10  | Sean Gelael          | Prema Racing       | 26     | +12.313          | 20   | 8      |
| 7                                                                       | 12  | Juan Manuel Correa   | Sauber Junior Team | 26     | +13.154          | 17   | 6      |
| 8                                                                       | 3   | Nikita Mazepin       | ART Grand Prix     | 26     | +13.676          | 15   | 4      |
| 9                                                                       | 8   | Luca Ghiotto1        | UNI-Virtuosi       | 26     | +14.613          | 3    | 2      |
| 10                                                                      | 19  | Anthoine Hubert      | BWT Arden          | 26     | +18.200          | 9    | 1      |
| 11                                                                      | 17  | Mahaveer Raghunathan | MP Motorsport      | 26     | +29.798          | 19   |        |
| 12                                                                      | 21  | Ralph Boschung       | Trident            | 26     | +1:00.507        | 10   |        |
| 13                                                                      | 2   | Nobuharu Matsushita  | Carlin             | 25     | +1 Volta         | 1    | 42     |
| Ret                                                                     | 5   | Sérgio Sette Câmara  | DAMS               | 19     | Freios/Acidente  | 4    |        |
| Ret                                                                     | 1   | Louis Delétraz       | Carlin             | 19     | Dano de acidente | 12   |        |
| Ret                                                                     | 11  | Callum Ilott         | Sauber Junior Team | 18     | Freios           | 11   |        |
| Ret                                                                     | 18  | Tatiana Calderón     | BWT Arden          | 16     | Hidráulica       | 18   |        |
| Ret                                                                     | 7   | Guanyu Zhou          | UNI-Virtuosi       | 16     | Acidente         | 13   |        |
| Ret                                                                     | 9   | Mick Schumacher      | Prema Racing       | 7      | Rodou            | 6    |        |
| Ret                                                                     | 20  | Giuliano Alesi       | Trident            | 0      | Acidente         | 14   |        |
| Volta mais rápida: Jack Aitken (Campos Racing) — 1:56.961 (na volta 25) |     |                      |                    |        |                  |      |        |
| Fonte:                                                                  |     |                      |                    |        |                  |      |        |

Notas
- ↑1  – Luca Ghiotto terminou a corrida na sexta posição mas recebeu uma punição de 5 segundos depois da corrida por ter causado uma colisão com Sérgio Sette Câmara durante o reinício depois de um período tardio atrás do Safety Car.
- ↑2  — Nobuharu Matsushita fez a volta mais rápida, mas como chegou fora do top 10, ele foi inelegível para marcar pontos pela volta. Os dois pontos extras foram dados para Jack Aitken, visto que ele teve a melhor volta dentre os que terminaram no top 10, com um tempo de 1:56.961.